# 九條道房
九條道房（1609年9月11日—1647年2月14日），日本江戶時代初期公卿，九條幸家之子，官位正二位、左大臣。九條家第19代當主。
九條道房與松平忠直的女兒鶴姬結婚，有五個女兒但沒有兒子，收堂兄鷹司教平之子兼晴為養子並把女兒待姬嫁給兼晴。1647年卒。